# Lars Bohinen
Lars Bohinen (Vadsø, 8 september 1969) is een voormalig betaald voetballer uit Noorwegen die speelde als middenvelder gedurende zijn carrière. Hij kwam onder meer uit voor Nottingham Forest, Blackburn Rovers en Derby County. Hij beëindigde zijn actieve loopbaan in 2003 en stapte het trainersvak in. Bohinen is de neef van oud-profvoetballer Sigurd Rushfeldt, die 38 keer uitkwam voor Noorwegen.

## Interlandcarrière
Bohinen speelde in totaal 49 interlands (tien doelpunten) voor het Noors voetbalelftal. Onder leiding van bondscoach Ingvar Stadheim maakte hij zijn debuut op 25 oktober 1989 in het vriendschappelijke duel tegen Koeweit (2-2) in Koeweit-Stad, net als Dag Riisnæs (Kongsvinger IL). Bohinen viel in die wedstrijd na 79 minuten in voor Jahn Ivar Jakobsen. Hij nam met zijn vaderland deel aan het WK voetbal 1994 in de Verenigde Staten.
| Interlands van Lars Bohinen voor Noorwegen | Interlands van Lars Bohinen voor Noorwegen | Interlands van Lars Bohinen voor Noorwegen | Interlands van Lars Bohinen voor Noorwegen | Interlands van Lars Bohinen voor Noorwegen | Interlands van Lars Bohinen voor Noorwegen |
| №                                          | Datum                                      | Wedstrijd                                  | Uitslag                                    | Competitie                                 | Goals                                      |
| Als speler van Viking Stavanger            | Als speler van Viking Stavanger            | Als speler van Viking Stavanger            | Als speler van Viking Stavanger            | Als speler van Viking Stavanger            | Als speler van Viking Stavanger            |
| ------------------------------------------ | ------------------------------------------ | ------------------------------------------ | ------------------------------------------ | ------------------------------------------ | ------------------------------------------ |
| 1                                          | 25 oktober 1989                            | Koeweit – Noorwegen                        | 2 – 2                                      | Oefeninterland                             |                                            |
| 2                                          | 15 november 1989                           | Schotland – Noorwegen                      | 1 – 1                                      | WK-kwalificatie                            |                                            |
| 3                                          | 4 februari 1990                            | Noorwegen – Zuid-Korea                     | 3 – 2                                      | Oefeninterland                             |                                            |
| 4                                          | 7 februari 1990                            | Malta – Noorwegen                          | 1 – 1                                      | Oefeninterland                             |                                            |
| Als speler van BSC Young Boys              |                                            |                                            |                                            |                                            |                                            |
| 5                                          | 31 oktober 1990                            | Noorwegen – Kameroen                       | 6 – 1                                      | Oefeninterland                             | Goal                                       |
| 6                                          | 14 november 1990                           | Cyprus – Noorwegen                         | 0 – 3                                      | EK-kwalificatie                            | Goal                                       |
| 7                                          | 22 mei 1991                                | Noorwegen – Roemenië                       | 1 – 0                                      | Oefeninterland                             |                                            |
| 8                                          | 5 juni 1991                                | Noorwegen – Italië                         | 2 – 1                                      | EK-kwalificatie                            | Goal                                       |
| 9                                          | 8 augustus 1991                            | Noorwegen – Zweden                         | 1 – 2                                      | Oefeninterland                             |                                            |
| 10                                         | 25 september 1991                          | Noorwegen – Tsjecho-Slowakije              | 2 – 3                                      | Oefeninterland                             |                                            |
| 11                                         | 30 oktober 1991                            | Hongarije – Noorwegen                      | 0 – 0                                      | EK-kwalificatie                            |                                            |
| 12                                         | 7 januari 1992                             | Egypte – Noorwegen                         | 0 – 0                                      | Oefeninterland                             |                                            |
| 13                                         | 29 april 1992                              | Denemarken – Noorwegen                     | 1 – 0                                      | Oefeninterland                             |                                            |
| 14                                         | 13 mei 1992                                | Noorwegen – Faeröer                        | 2 – 0                                      | Oefeninterland                             | Goal                                       |
| 15                                         | 3 juni 1992                                | Noorwegen – Schotland                      | 0 – 0                                      | Oefeninterland                             |                                            |
| Als speler van Lillestrøm SK               |                                            |                                            |                                            |                                            |                                            |
| 16                                         | 2 juni 1993                                | Noorwegen – Engeland                       | 2 – 0                                      | WK-kwalificatie                            | Goal                                       |
| 17                                         | 9 juni 1993                                | Nederland – Noorwegen                      | 0 – 0                                      | WK-kwalificatie                            |                                            |
| 18                                         | 11 augustus 1993                           | Faeröer – Noorwegen                        | 0 – 7                                      | Oefeninterland                             | Goal                                       |
| 19                                         | 8 september 1993                           | Noorwegen – Verenigde Staten               | 1 – 0                                      | Oefeninterland                             |                                            |
| 20                                         | 22 september 1993                          | Noorwegen – Polen                          | 1 – 0                                      | WK-kwalificatie                            |                                            |
| 21                                         | 13 oktober 1993                            | Polen – Noorwegen                          | 0 – 3                                      | WK-kwalificatie                            |                                            |
| Als speler van Nottingham Forest           |                                            |                                            |                                            |                                            |                                            |
| 22                                         | 10 november 1993                           | Turkije – Noorwegen                        | 2 – 1                                      | WK-kwalificatie                            | Goal                                       |
| 23                                         | 15 januari 1994                            | Verenigde Staten – Noorwegen               | 2 – 1                                      | Oefeninterland                             |                                            |
| 24                                         | 19 januari 1994                            | Noorwegen – Costa Rica                     | 0 – 0                                      | Oefeninterland                             |                                            |
| 25                                         | 9 maart 1994                               | Wales – Noorwegen                          | 1 – 3                                      | Oefeninterland                             |                                            |
| 26                                         | 20 april 1994                              | Noorwegen – Portugal                       | 0 – 0                                      | Oefeninterland                             |                                            |
| 27                                         | 22 mei 1994                                | Engeland – Noorwegen                       | 0 – 0                                      | Oefeninterland                             |                                            |
| 28                                         | 1 juni 1994                                | Noorwegen – Denemarken                     | 2 – 1                                      | Oefeninterland                             |                                            |
| 29                                         | 5 juni 1994                                | Zweden – Noorwegen                         | 2 – 0                                      | Oefeninterland                             |                                            |
| 30                                         | 19 juni 1994                               | Noorwegen – Mexico                         | 1 – 0                                      | WK-eindronde                               |                                            |
| 31                                         | 23 juni 1994                               | Italië – Noorwegen                         | 1 – 0                                      | WK-eindronde                               |                                            |
| 32                                         | 28 juni 1994                               | Ierland – Noorwegen                        | 0 – 0                                      | WK-eindronde                               |                                            |
| 33                                         | 7 september 1994                           | Noorwegen – Wit-Rusland                    | 1 – 0                                      | EK-kwalificatie                            |                                            |
| 34                                         | 12 oktober 1994                            | Noorwegen – Nederland                      | 1 – 1                                      | EK-kwalificatie                            |                                            |
| 35                                         | 16 november 1994                           | Wit-Rusland – Noorwegen                    | 0 – 4                                      | EK-kwalificatie                            | Goal                                       |
| 36                                         | 14 december 1994                           | Malta – Noorwegen                          | 0 – 1                                      | EK-kwalificatie                            |                                            |
| 37                                         | 6 februari 1995                            | Estland – Noorwegen                        | 0 – 7                                      | Oefeninterland                             | Goal · Goal                                |
| 38                                         | 8 februari 1995                            | Cyprus – Noorwegen                         | 0 – 2                                      | Oefeninterland                             |                                            |
| 39                                         | 29 maart 1995                              | Luxemburg – Noorwegen                      | 0 – 2                                      | EK-kwalificatie                            |                                            |
| 40                                         | 26 april 1995                              | Noorwegen – Luxemburg                      | 5 – 0                                      | EK-kwalificatie                            |                                            |
| 41                                         | 25 mei 1995                                | Noorwegen – Ghana                          | 3 – 2                                      | Oefeninterland                             |                                            |
| 42                                         | 16 augustus 1995                           | Noorwegen – Tsjechië                       | 1 – 1                                      | EK-kwalificatie                            |                                            |
| 43                                         | 6 september 1995                           | Tsjechië – Noorwegen                       | 2 – 0                                      | EK-kwalificatie                            |                                            |
| 44                                         | 11 oktober 1995                            | Noorwegen – Engeland                       | 0 – 0                                      | Oefeninterland                             |                                            |
| Als speler van Blackburn Rovers            |                                            |                                            |                                            |                                            |                                            |
| 45                                         | 15 november 1995                           | Nederland – Noorwegen                      | 3 – 0                                      | EK-kwalificatie                            |                                            |
| 46                                         | 7 februari 1996                            | Spanje – Noorwegen                         | 1 – 0                                      | Oefeninterland                             |                                            |
| 47                                         | 9 oktober 1996                             | Noorwegen – Hongarije                      | 3 – 0                                      | WK-kwalificatie                            |                                            |
| 48                                         | 25 februari 1998                           | Frankrijk – Noorwegen                      | 3 – 3                                      | Oefeninterland                             |                                            |
| Als speler van Derby County                |                                            |                                            |                                            |                                            |                                            |
| 49                                         | 27 maart 1999                              | Griekenland – Noorwegen                    | 0 – 2                                      | EK-kwalificatie                            |                                            |

## Erelijst
Vålerenga IF
- Noorse beker

2002